# Owasso
Owasso és una ciutat dels Estats Units a l'estat d'Oklahoma. Segons el cens del 2000 tenia 18.502 habitants.

## Demografia
Segons el cens del 2000, Owasso tenia 18.502 habitants, 6.595 habitatges, i 5.117 famílies. La densitat de població era de 712,2 habitants per km².
Dels 6.595 habitatges en un 46,4% hi vivien nens de menys de 18 anys, en un 63,3% hi vivien parelles casades, en un 10,8% dones solteres, i en un 22,4% no eren unitats familiars. En el 19,5% dels habitatges hi vivien persones soles el 7,5% de les quals corresponia a persones de 65 anys o més que vivien soles. El nombre mitjà de persones vivint en cada habitatge era de 2,76 i el nombre mitjà de persones que vivien en cada família era de 3,19.
Per edats la població es repartia de la següent manera: un 32,3% tenia menys de 18 anys, un 7,6% entre 18 i 24, un 33,7% entre 25 i 44, un 17,6% de 45 a 60 i un 8,8% 65 anys o més.
L'edat mediana era de 32 anys. Per cada 100 dones de 18 o més anys hi havia 89,5 homes.
La renda mediana per habitatge era de 49.798$ i la renda mediana per família de 57.078$. Els homes tenien una renda mediana de 41.414$ mentre que les dones 26.664$. La renda per capita de la població era de 19.417$. Entorn del 3,5% de les famílies i el 4,8% de la població estaven per davall del llindar de pobresa.

## Poblacions més properes
El següent diagrama mostra les poblacions més properes.